# Centaurea bachtiarica
Centaurea bachtiarica là một loài thực vật có hoa trong họ Cúc. Loài này được Hayek & Bornm. mô tả khoa học đầu tiên năm 1926.